# Halsbandstangara
Halsbandstangara (Iridophanes pulcherrimus) är en fågel i familjen tangaror inom ordningen tättingar.

## Utseende
Halsbandstangaran är en relativt liten tangara med lång och smal näbb. Hanen är färgglad med svart ovansida avbruten av ett gyllene halsband i nacken, ljusblå undersida och en blå strimma på vingen. Honan är mycket mer anspråkslöst färgad, med gråaktigt ansikte, bara en antydan till guldgult halsband, blå eller grön ton på vingarna samt röda ögon.

## Utbredning och systematik
Halsbandstangara placeras som enda art i släktet Iridophanes. Den delas in i två underarter med följande utbredning:
- Iridophanes pulcherrimus pulcherrimus – förekommer i Andernas östsluttning i Colombia till östra Ecuador och östra Peru
- Iridophanes pulcherrimus aureinucha – förekommer i subtropiska västra Ecuador

## Levnadssätt
Halsbandstangaran hittas i högt belägna molnskogar. Där födosöker den i de mellersta och övre skikten. Den slår ofta följe med artblandade flockar och kan i vissa områden besöka fågelmatningar.

## Status och hot
Arten har ett stort utbredningsområde, men tros minska i antal, dock inte tillräckligt kraftigt för att den ska betraktas som hotad. Internationella naturvårdsunionen IUCN listar arten som livskraftig (LC).